# Ілинденці
Іли́нденці (болг. Илинденци) — село в Благоєвградській області Болгарії. Входить до складу громади Струмяни.

## Населення
За даними перепису населення 2011 року у селі проживали 898 осіб.
Національний склад населення села:
| Національність   | Кількість осіб | Відсоток |
| ---------------- | -------------- | -------- |
| болгари          | 667            | 93,8%    |
| цигани           | 20             | 2,8%     |
| Всього відповіли | 711            |          |

Розподіл населення за віком у 2011 році:
Динаміка населення: